# Panterlo
Panterlo (Lynx pardinus) är en lodjursart endemisk för Iberiska halvön och kallas även iberiskt lodjur eller spansk lo. Arten klassas som starkt hotad och populationsuppskattningar från 2015 uppskattar antalet till 404 vuxna individer. Panterlo ansågs 2012 vara världens mest utsatta kattdjursart, med endast 156 vuxna individer.

## Systematik
Molekylärgenetiska studier från 1990-talet av Stephen J. O’Brien indikerar att släktet lodjur (Lynx) utvecklades ur en grupp stora kattdjur som evolverade för tre till sju miljoner år sedan till två stora utvecklingslinjer. Ur den första utvecklingslinjen bildades för 2,8 miljoner år sedan arterna trädleopard, lejon, tiger, jaguar, leopard och snöleopard. Ur den andra linjen, som utgjordes av ett tidigt lodjur Lynx issiodorensis, bildades släktet Lynx och marmorkatten.
Panterlon beskrevs taxonomiskt första gången 1827 av Coenraad Jacob Temminck. Tidigare behandlades den tillsammans med det europeiska lodjuret (Lynx lynx) och det kanadensiska lodjuret (Lynx canadensis) som underart till en gemensam art. Studier av fossil indikerar att panterlon skilde sig från de andra arterna inom släktet för 1,6 till 2 miljoner år sedan.

## Utseende
Till utseendet liknar panterlon det europeiska lodjuret. Båda arterna har långa ben, en skalle som är typisk för kattdjur och ett karakteristiskt skägg vid kinden som med en längd på fem till åtta centimeter är mer framträdande än hos det europeiska lodjuret. Dessutom är panterlons svans lika rudimentär som hos de andra lodjuren. På toppen av de trekantiga öronen har den tofsar som består av penselliknande hår. Dessa hår förbättrar djurets hörselförmåga. Experiment har visat att avsaknaden av dessa hår minskar hörseln betydligt.
Panterlon är betydligt mindre än den som förekommer i andra europeiska länder. Med en kroppsvikt av 9-15 kilogram väger den bara en tredjedel av den europeiska lon. Pälsen har oftast mörkare och tydligare fläckar än pälsen på det europeiska lodjuret. Vanligtvis skiljer man mellan två olika typer: Den första typen har 12 stora fläckar med en diameter av två centimeter; den andra typen som är vanligare har flera mindre fläckar med en centimeters diameter. Pälsens grundfärg är mörkt rödgul. I allmänhet är panterlons päls mindre tät än pälsen på det europeiska lodjuret.
Arten blir 65 till 100 cm lång (huvud och bål) och har en mankhöjd mellan 40 och 50 cm.

## Utbredning
Antagligen har arten tidigare haft ett utbredningsområde som omfattade hela Spanien och Portugal. En studie från 2005 visade att populationen bara bestod av 160 individer. Dessa lever isolerade från varandra i skilda regioner på ett 585 kvadratkilometer stort område, ojämnt fördelade över den iberiska halvön. Enskilda individer förekommer i portugisiska Algarve och övriga i Spanien. De två största populationerna finns i naturparkerna Doñana och Sierra de Andújar i provinsen Jaén.

## Ekologi

### Habitat
Panterlon föredrar ett habitat av öppna landskap med enstaka träd och buskar. Ofta förekommer arten i regioner med korkekar och cistrosor. De är på så sätt sämre anpassade till ett liv i skogen än det europeiska lodjuret. De flesta lever i bergsregioner men det beror på människans jakt och inte på naturliga förutsättningar.
I jämförelse med det europeiska lodjuret har individerna betydligt mindre revir. Varje individ har ett territorium på ungefär 300 hektar. Liksom hos europeisk lo beror revirets storlek på tillgång till föda och av möjligheter att gömma sig. Dessutom ska det finnas vattendrag eller dammar i reviret.

### Föda
Panterlon jagar på natten. Deras huvudsakliga byte är vildkaniner, och andelen beror på kaninernas antal i jämförelse med andra bytesdjur. I spanska bergsregioner utgör kaniner 56 procent av födan medan den utgör 79 procent I nationalparken Doñana.
Förutom kaniner jagar panterlon mindre däggdjur som gnagare och harar. I områden där det förekommer ankor tillhör dessa panterlons byte som i nationalparken Doñana där de utgör 9 procent av födan. Även fälthöns som rödhöna och andra mindre fåglar ingår i födan. Däremot är panterlon för liten för att jaga vuxna rådjur, kronhjort, mufflonfår och dovhjort men ungdjur av dessa arter jagas regelbundet. I vissa fall dödar panterlon ungdjur av vildsvin. En vuxen panterlo behöver ungefär ett kilogram kött per dag. Det är hälften av det europeiska lodjurets behov.

#### Beteende under jakten
Liksom den andra europeiska arten är panterlon ett djur som uppvaktar sitt byte och utnyttjar överraskningseffekten. I motsats till vargen springer den inte efter bytet tills rovet är trött. Oftast sitter den i närheten av kaninernas bon tills de kommer ut. Panterlon smyger fram tills avståndet är fyra meter eller mindre och sedan gör den några hopp för att döda bytet. Panterlon dödar kaninerna med ett bett i djurets nacke. När det gäller ungdjur av rådjur, kronhjort och dovhjort biter panterlon i strupen.
I motsats till det europeiska lodjuret föredrar panterlon att flytta bytet från platsen där rovet blev dödat. Den kan bära kaniner större sträckor innan den sätter sig ner för att äta djuret med undantag av de största benen och några bitar av pälsen. Större bytesdjur drar den bara på marken några meter från fångstplatsen. Är bytet för stort för att ätas på en gång kommer panterlon ofta tillbaka. De delar som blir kvar gömmer panterlon under marken.

## Status och hot

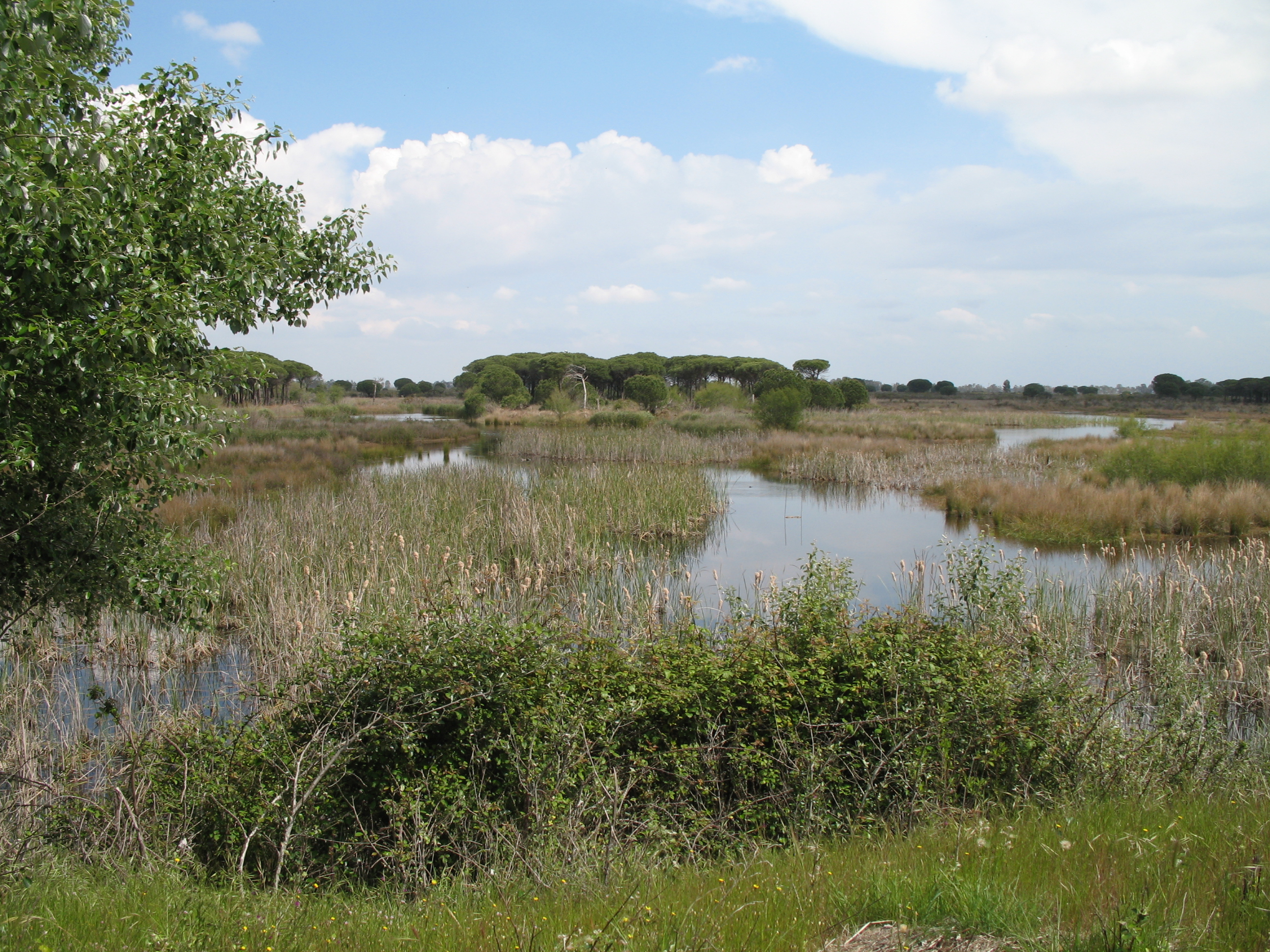
Doñana nationalpark är ett av de områden där panterlon lever

### Antalet individer och orsaker till antalets minskning
Beståndets minskning är dramatisk. Troligtvis fanns vid början av 1900-talet 100 000 individer. Fram till 1960 minskade populationen till 3 000 exemplar och utbredningsområdet minskade betydligt. Redan vid denna tid var populationen fragmenterad och djuret hotas därför av inavel. Under 1980-talet fanns ungefär 1 000 till 1 200 panterlo som vistades i ett 11 000 kvadratkilometer stort område. År 2002 fanns bara 200 individer kvar. Antalet honor med förmåga att para sig uppskattades till trettio.
Det finns orsaker till minskningen, bland annat panterlons beroende av vildkaninernas bestånd och dess fluktuationer. Den vanliga kaninpesten (myxomatos) och människans jakt på kaniner påverkar därför beståndet av panterlon negativt. Även ändrade jordbruksmetoder påverkar arten. När den traditionella metoden med svedjebruk för att odla på små åkrar övergavs, minskade habitaten lämpliga för vildkaninerna. De områden som var oanvända hade alltför täta buskar och områdena med intensivt jordbruk saknade gömställen.

### Skyddsåtgärder
För att skydda panterlon har den spanska regeringen inrättat åtgärder som ska stabilisera kaninernas bestånd. I en del områden ändrades jordbruksmetoderna för att gagna kaninerna, en åtgärd som även är positiv för andra hotade arter som kejsarörnen.
I vissa regioner stödutfodras panterlon. Till exempel finns särskilt byggda staket som är öppna på en sida så att panterlon kan komma in och döda de harar och kaniner som sätts ut. Dessa insatser gagnar huvudsakligen honor med ungar som har större behov av föda.
Dessutom finns ett avelsprogram i nationalparken Doñana med 15 panterloar i fångenskap. I mars 2005 fick honan Saliega de tre första ungarna av panterlo som fötts i fångenskap. I mars 2006 tillkom ytterligare två av samma hona.
På grund av skyddsåtgärdernas resultat ändrades artens bevarandestatus 2024 från starkt hotad (EN) till såbar (VU).